# Municipio de Glenwood (condado de Winneshiek)
El municipio de Glenwood (Glenwood Township) es un municipio ubicado en el condado de Winneshiek en el estado estadounidense de Iowa. En el año 2010 tenía una población de 632 habitantes y una densidad poblacional de 6,8 personas por km².

## Geografía
El municipio de Glenwood se encuentra ubicado en las coordenadas 43°18′3″N 91°39′1″O / 43.30083, -91.65028. Según la Oficina del Censo de los Estados Unidos, el municipio tiene una superficie total de 92.91 km², de la cual 92,8 km² corresponden a tierra firme y (0,12 %) 0,11 km² es agua.

## Demografía
Según el censo de 2010, había 632 personas residiendo en el municipio de Glenwood. La densidad de población era de 6,8 hab./km². De los 632 habitantes, el municipio de Glenwood estaba compuesto por el 97,78 % blancos, el 0,32 % eran afroamericanos, el 1,27 % eran asiáticos y el 0,63 % eran de una mezcla de razas. Del total de la población el 0,47 % eran hispanos o latinos de cualquier raza.